# Баришполець Євген Володимирович
Євген Володимирович Баришполець (15 травня 1981, Чернігів — 2 березня 2015, Щастя) — український військовослужбовець, учасник АТО, командир розрахунку БМ-21 «Град» 92-ї окремої механізованої бригади.

## Біографія
Євген Баришполець народився 15 травня 1981 року в місті Чернігів. Закінчив Чернігівську загальноосвітню школу №30. Проживав у Києві.

### Російсько-українська війна
Під час війни на сході України був призваний до лав Збройних сил України у вересні 2014 року. Служив командиром розрахунку БМ-21 «Град» 92-ї окремої механізованої бригади. Загинув 28 лютого 2015 року у боях біля міста Щастя Луганської області. Похований 4 березня 2015 року в рідному місті Чернігів.